# 横山秀夫
横山 秀夫（よこやま ひでお、1957年1月17日 - ）は、東京都生まれの小説家、推理作家、漫画原作者。

## 経歴
東京都立向丘高等学校、国際商科大学（現在の東京国際大学）商学部卒業。大学時代は躰道部に所属。1979年上毛新聞社に入社。12年間記者として勤務した後に作家として独立。1991年「ルパンの消息」が第9回サントリーミステリー大賞佳作を受賞した。その後7年間、『週刊少年マガジン』にて漫画原作（ながてゆか作画『PEAK!』など）や児童書の執筆、警備のアルバイトなどをする。1998年に「陰の季節」で第5回松本清張賞を受賞し小説家デビュー。2000年「動機」で日本推理作家協会賞を受賞。
2002年、『半落ち』が第128回直木三十五賞候補作となる。しかし、選考委員の北方謙三が、この小説中で重要な鍵となる要素について関係機関に問い合わせたところ「現実ではありえない」との回答を得て、北方は選考会でこの回答を報告、『半落ち』は現実味に欠けると批判され落選した。また同作が各種ランキングで1位になったことに対して、選考委員・林真理子が講評の記者会見で「欠陥に気づかず賞を与えた業界も悪い」とミステリー業界を批判し、のちに雑誌で「欠陥があるのに売れ続けるなんて、読者と作者は違うということ」と読者をも批判した。目黒考二は選考委員を非難し、「直木賞にそこまで権威があるのか」と論議が起こる。横山は、ミステリー作家たちだけでなく読者までもが侮辱されたと反論し、直木賞と訣別宣言をする。選考会での意見を受けて、横山は独自に再調査をし、設定のうえで事実誤認はなかったと確信し、直木賞を主催する日本文学振興会に事実の検証を求めたが、回答がないまま『オール讀物』の選評で、「作者による誤認」という点が修正されないまま掲載され、候補者からの質問に答えようとしない主催者に『権威のもつ驕り』を感じ取った横山は、直木賞との訣別を宣言した。同作品は2004年1月に映画化（佐々部清監督）され、横山は法廷記者としてエキストラ出演している。
2003年に刊行された『クライマーズ・ハイ』は、著者が記者時代に遭遇した日航機墜落事故取材の体験をまとめたもの。作中の「北関東新聞」は「上毛新聞」のことである。ただし、作中で上毛新聞は、北関東新聞の競争相手として何度か登場している。
しばらく体調を崩していたが、2012年、7年ぶりに刊行した『64』がベストセラーになり、「このミステリーがすごい!」と「週刊文春ミステリーベスト10」で1位に輝くなど完全復活した。数千枚の原稿を捨てながら作品の完成度を上げることに努力したという。

## 受賞・候補歴
- 1991年 - 『ルパンの消息』で第9回サントリーミステリー大賞佳作[1]。
- 1998年 - 『陰の季節』で第5回松本清張賞受賞[1]、第120回直木三十五賞候補。
- 2000年 - 『動機』で第53回日本推理作家協会賞（短編部門）受賞[1]、第124回直木三十五賞候補。
- 2002年 - 『第三の時効』で第16回山本周五郎賞候補。
- 2003年 - 『半落ち』で第128回直木三十五賞候補。『クライマーズ・ハイ』で第17回山本周五郎賞候補。
- 2004年 - 『クライマーズ・ハイ』で第1回本屋大賞第2位[7]。
- 2005年 - 『臨場』で第5回本格ミステリ大賞（小説部門）候補。
- 2013年 - 『64（ロクヨン）』で第10回本屋大賞第2位[8]。
- 2016年 - 『64』で英国推理作家協会賞（CWA賞）翻訳部門（インターナショナル・ダガー賞）の第1次候補作[9]。
- 2020年 - 『ノースライト』で第17回本屋大賞第4位[10]

## ミステリ・ランキング

### 週刊文春ミステリーベスト10
- 2000年 - 『動機』3位
- 2002年 - 『半落ち』1位
- 2003年 - 『クライマーズ・ハイ』1位、『第三の時効』6位
- 2005年 - 『震度0』3位
- 2012年 - 『64』1位
- 2019年 - 『ノースライト』1位

### このミステリーがすごい!
- 2001年 - 『動機』2位
- 2003年 - 『半落ち』1位
- 2004年 - 『第三の時効』4位、『クライマーズ・ハイ』7位
- 2005年 - 『臨場』9位
- 2006年 - 『震度0』3位
- 2013年 - 『64』1位

### 本格ミステリーベスト10
- 2001年 - 『動機』19位
- 2004年 - 『第三の時効』12位
- 2005年 - 『臨場』15位
- 2006年 - 『ルパンの消息』21位
- 2013年 - 『64』22位

### ミステリが読みたい!
- 2014年 - 『64』2位
- 2020年 - 『ノースライト』2位

## 作品

### 単行本

#### D県警シリーズ
- 陰の季節（1998年10月 文藝春秋 / 2001年10月 文春文庫）
  - 収録作品：陰の季節 / 地の声 / 黒い線 / 鞄
- 動機（2000年10月 文藝春秋 / 2002年11月 文春文庫）
  - 収録作品：動機 / 逆転の夏 / ネタ元 / 密室の人
- 顔 FACE（2002年10月 徳間書店 / 2005年4月 徳間文庫 / 2022年3月 徳間文庫【新装版】）
  - 収録作品：魔女狩り / 決別の春 / 疑惑のデッサン / 共犯者 / 心の銃口
- 64（ロクヨン）（2012年10月 文藝春秋 / 2015年2月 文春文庫）
- 刑事の勲章(2016年4月 文藝春秋) -　電子書籍のみでの販売（2023年現在販売終了）

#### F県警強行犯シリーズ
- 第三の時効（2003年2月 集英社 / 2006年3月 集英社文庫）
  - 収録作品：沈黙のアリバイ / 第三の時効 / 囚人のジレンマ / 密室の抜け穴 / ペルソナの微笑 / モノクロームの反転
- 単行本未収録作品
  - 第四の殺意（『小説すばる』2003年12月号）
  - 永遠の時効（『小説すばる』2006年3月号）

#### 臨場シリーズ
- 臨場（2004年4月 光文社 / 2007年9月 光文社文庫）
  - 収録作品：赤い名刺 / 眼前の密室 / 鉢植えの女 / 餞 / 声 / 真夜中の調書 / 黒星 / 十七年蝉
- 臨場スペシャルブック（2010年3月 光文社文庫）
  - 収録作品：罪つくり / 墓標 / 未来の花 / カウントダウン

#### 志木和正シリーズ
- 半落ち（2002年9月 講談社 / 2005年9月 講談社文庫）
- 未単行本作品
  - 広域（講談社『小説現代』2006年1月号 - 2008年5月号）

#### シリーズ外作品
- 平和の芽－語りつぐ原爆・沼田鈴子ものがたり（1995年7月 講談社）
- 出口のない海－人間魚雷回天特攻作戦の悲劇（1996年4月 講談社マガジン・ノベルス・ドキュメント）
  - 【改題・全面改稿】出口のない海（2004年8月 講談社 / 2006年7月 講談社文庫）
- 深追い（2002年12月 実業之日本社 / 2005年2月 ジョイ・ノベルス / 2007年5月 新潮文庫）
  - 収録作品：深追い / 又聞き / 引き継ぎ / 訳あり / 締め出し / 仕返し / 人ごと
- 真相（2003年5月 双葉社 / 2006年10月 双葉文庫）
  - 収録作品：真相 / 18番ホール / 不眠 / 花輪の海 / 他人の家
- クライマーズ・ハイ（2003年8月 文藝春秋 / 2006年6月 文春文庫）
- 影踏み（2003年11月 祥伝社 / 2007年2月 祥伝社文庫）
  - 収録作品：消息 / 刻印 / 抱擁 / 業火 / 使徒 / 遺言 / 行方 影踏み
- 看守眼（2004年1月 新潮社 /  2007年7月 ジョイ・ノベルス【改訂】 / 2009年9月 新潮文庫）
  - 収録作品：看守眼 / 自伝 / 口癖 / 午前五時の侵入者 / 静かな家 / 秘書課の男
- ルパンの消息（2005年5月 カッパ・ノベルス / 2009年4月 光文社文庫）
- 震度0（2005年7月 朝日新聞社 / 2008年4月 朝日文庫）
- ノースライト（2019年2月 新潮社 / 2021年12月 新潮文庫）

### 未単行本化連載作品
- 孤灯（中央公論新社『中央公論』2004年4月号 - 2007年3月号）
- 広域（講談社『小説現代』2006年1月号 - 2008年5月号）

### アンソロジー
「」内が横山秀夫の作品

#### ザ・ベストミステリーズ 推理小説年鑑
- ザ・ベストミステリーズ 2000 推理小説年鑑（2000年6月 講談社）「動機」
  - 【分冊・改題】罪深き者に罰を ミステリー傑作選42（2002年11月 講談社文庫）
- ザ・ベストミステリーズ 2001 推理小説年鑑（2001年6月 講談社）「赤い名刺」
  - 【分冊・改題】殺人作法 ミステリー傑作選45（2004年9月 講談社文庫）
- ザ・ベストミステリーズ 2002 推理小説年鑑（2002年7月 講談社）「沈黙のアリバイ」
  - 【分冊・改題】トリック・ミュージアム ミステリー傑作選（2005年8月 講談社文庫）
- ザ・ベストミステリーズ 2003 推理小説年鑑（2003年7月 講談社）「第三の時効」
  - 【分冊・改題】殺人格差 ミステリー傑作選（2006年11月 講談社文庫）
- ザ・ベストミステリーズ 2004 推理小説年鑑（2004年7月 講談社）「第四の殺意」 - F県警強行犯シリーズ
  - 【分冊・改題】孤独な交響曲 ミステリー傑作選（2007年4月 講談社文庫）
- ザ・ベストミステリーズ 2007 推理小説年鑑（2007年7月 講談社）「罪つくり」
  - 【分冊・改題】MARVELOUS MYSTERY 至高のミステリー、ここにあり ミステリー傑作選（2010年11月 講談社文庫）
- ザ・ベストミステリーズ 2010 推理小説年鑑（2010年7月 講談社）「未来の花」
  - 【分冊・改題】Logic 真相への回廊 ミステリー傑作選（2013年4月 講談社文庫）

#### 最新ベスト・ミステリー／日本ベストミステリー選集
- 名探偵で行こう 最新ベスト・ミステリー シリーズ・キャラクター編（2001年9月 カッパ・ノベルス）「魔女狩り」
  - 【改題】名探偵で行こう 日本ベストミステリー選集31（2004年6月 光文社文庫）
- 事件を追いかけろ サプライズの花束編 最新ベスト・ミステリー（2004年12月 カッパ・ノベルス）「密室の抜け穴」
  - 【改題】事件を追いかけろ サプライズの花束編 日本ベストミステリー選集36（2009年4月 光文社文庫）
- 名探偵の奇跡 最新ベスト・ミステリー（2007年9月 カッパ・ノベルス）「永遠の時効」 - F県警強行犯シリーズ
  - 【改題】名探偵の奇跡 日本ベストミステリー選集（2010年5月 光文社文庫）
- 現場に臨め 最新ベスト・ミステリー（2010年10月 カッパ・ノベルス）「墓標」
  - 【改題】現場に臨め 日本ベストミステリー選集（2014年4月 光文社文庫）

#### その他
- 本格ミステリ〈04〉（2004年6月 講談社）「眼前の密室」
  - 【改題】深夜バス78回転の問題（2008年1月 講談社文庫）
- タイム・バード ファンタジーの宝石箱 vol.3（2004年10月 全日出版）「ひまわりさん」
- 松本清張傑作短篇コレクション〈下〉（2004年11月 文春文庫）「『地方紙を買う女』もどきを書いてみる」
- 決断 警察小説競作（2006年1月 新潮文庫）「暗箱」
- Anniversary 50（2009年12月 カッパ・ノベルス）「未来の花」
- 判決 法廷ミステリー傑作集（2010年3月 徳間文庫）「密室の人」
- 『このミス』が選ぶ! オールタイム・ベスト短編ミステリー 黒（2015年5月 宝島社文庫）「第三の時効」
- 葛藤する刑事たち 警察小説アンソロジー（2019年11月 朝日文庫）「共犯者」
- 法廷ミステリーアンソロジー 逆転の切り札（2022年6月 朝日文庫）「口癖」

### 漫画原作
- 事件列島ブル（画：奥谷通教、1993年4月-6月 講談社【1 - 2】）
- PEAK!（画：ながてゆか、2000年11月-12月 少年マガジンコミックス【1 - 2】）
- 強行（画：所十三、2004年7月-12月 講談社アッパーズKC【1 - 4】 / 2006年9月 講談社プラチナコミックス【上・下】）
  - 収録作品：第三の時効 / 沈黙のアリバイ / 密室の抜け穴 / 囚人のジレンマ

### コミカライズ
- 深追い（画：高岩ヨシヒロ、2005年11月 マンサンコミックス）
- 出口のない海（画：松尾しより、2006年9月 講談社KCデラックス）
- 看守眼（画：大竪汐、2007年7月 オフィスユーコミックス）
- 臨場（画：上農ヒロ昭、2007年9月 芳文社コミックス / 2009年5月-6月 Gコミックス【1 - 2】 / 2010年6月 ニチブンコミックス【上・下】）

## 映像化作品

### テレビドラマ
TBS系
- 月曜ドラマスペシャル
  - 陰の季節シリーズ（主演：上川隆也《二渡警視》）
    1. 陰の季節（2000年5月1日、原作：陰の季節『陰の季節』所収）- 第27回放送文化基金賞テレビドラマ番組賞、第18回ATP賞2001優秀賞受賞
    2. 動機（2001年1月29日、原作：動機『動機』所収 / 黒い線『陰の季節』所収）
    3. 密告（2001年12月24日、原作：地の声『陰の季節』所収）
    4. 失踪（2002年10月28日、原作：看守眼『看守眼』所収）
    5. 事故（2003年3月17日、原作：鞄『陰の季節』所収）
    6. 刑事（2003年9月15日、原作：刑事の勲章 / 警告）
    7. 清算（2004年11月29日、原作：清算）

- 月曜ミステリー劇場
  - 逆転の夏（2001年9月3日、主演：佐藤浩市、原作：逆転の夏『動機』所収）
  - 横山秀夫サスペンス
    - 第三の時効シリーズ - 原作の短編は全て『第三の時効』所収
      1. 沈黙のアリバイ（2002年7月8日、主演：渡辺謙《朽木班長》）
      2. 第三の時効（2003年2月24日、主演：緒形直人《森刑事》・段田安則《楠見班長》）
      3. 密室の抜け穴（2003年5月5日、主演：石橋凌《東出刑事》・伊武雅刀《村瀬班長》）
      4. ペルソナの微笑（2004年5月3日、主演：金子賢《矢代刑事》）
      5. 囚人のジレンマ（2004年9月13日、主演：橋爪功《田畑課長》）
      6. モノクロームの反転（2005年6月13日、主演：段田安則《楠見班長》・伊武雅刀《村瀬班長》）

    - 真相（2005年5月2日、主演：小林稔侍）
    - ネタ元（2005年9月5日、主演：沢口靖子、原作：ネタ元『動機』所収）
    - 三ツ鐘署シリーズ
      1. 深追い（2005年11月7日、主演：椎名桔平）

- 月曜名作劇場
  - 横山秀夫サスペンス（主演：仲村トオル《二渡真治 役》）
    - 陰の季節（2016年4月18日、原作：陰の季節『陰の季節』所収/黒い線『陰の季節』所収）
    - 刑事の勲章（2016年4月25日、原作：刑事の勲章/動機『動機』所収）

フジテレビ系
- 顔（2003年4月15日 - 6月24日、全11話、主演：仲間由紀恵《平野巡査》、原作：顔 FACE）

NHK総合
- クライマーズ・ハイ（2005年12月10日 - 12月17日、前後編、主演：佐藤浩市《悠木和雅》） - 第43回ギャラクシー賞優秀賞、第32回放送文化基金賞テレビドラマ番組本賞受賞（前編のみ）
- 64（ロクヨン）（2015年4月18日 - 5月16日、全5話、主演：ピエール瀧）
- ノースライト（2020年12月12日 - 19日、全2回、主演：西島秀俊）

WOWOW
- ドラマW
  - 震度0（2007年8月12日、主演：上川隆也《冬木優一》）
  - ルパンの消息（2008年9月21日、主演：上川隆也《溝呂木義人》）
  - 横山秀夫サスペンス1
    1. 18番ホール（2010年3月14日、主演：仲村トオル、原作：18番ホール『真相』所収）
    2. 誤報（2010年3月21日、主演：岸谷五朗、原作：静かな家『看守眼』所収）
    3. 自伝（2010年3月28日、主演：玉山鉄二、原作：自伝『看守眼』所収）
    4. 他人の家（2010年4月4日、主演：渡部篤郎、原作：他人の家『真相』所収）

  - 横山秀夫サスペンス2 - 原作の短編は全て『深追い』所収
    1. 深追い（2011年3月20日、主演：谷原章介）
    2. 引き継ぎ（2011年3月27日、主演：北村一輝）
    3. 締め出し（2011年4月3日、主演：小出恵介）
    4. 仕返し（2011年4月10日、主演：三浦友和）

テレビ朝日系
- 土曜ワイド劇場
  - 半落ち（2007年12月8日、主演：椎名桔平《志木和正》）

- 臨場シリーズ（主演：内野聖陽《倉石義男》）
  - 第一章（2009年4月15日 - 6月24日、全10話）
  - 続章（2010年4月7日 - 6月23日、全11話） - 2010年日本民間放送連盟賞（テレビドラマ番組優秀）受賞

テレビ東京系
- 水曜ミステリー9
  - 永遠の時効（2014年6月25日、主演：中村俊介）

- 月曜プレミア8
  - 横山秀夫サスペンス
    1. 沈黙のアリバイ（2020年10月26日、主演：仲村トオル《朽木泰正》）
    2. モノクロームの反転（2020年11月9日、主演：岸谷五朗《村瀬恭一》）
    3. 第三の時効（2021年11月29日、主演：松重豊《楠見昌平》）
    4. ペルソナの微笑（2023年1月23日、主演：風間俊介《矢代勲》）

### 映画
- 半落ち（2004年1月10日公開、配給：東映、監督・脚本：佐々部清、主演：寺尾聰） - 第28回日本アカデミー賞最優秀作品賞受賞
- 出口のない海（2006年9月16日公開、配給：松竹、監督：佐々部清、脚本：山田洋次・冨川元文、主演：市川海老蔵）
- クライマーズ・ハイ（2008年7月5日公開、配給：東映・ギャガ、監督・脚本：原田眞人、主演：堤真一） - 第32回日本アカデミー賞優秀作品賞受賞
- 臨場 劇場版（2012年6月30日公開、配給：東映、監督：橋本一、主演：内野聖陽）
- 64（ロクヨン）（2016年5月7日、6月11日公開、監督：瀬々敬久、主演：佐藤浩市）
- 影踏み（2019年11月8日（群馬県先行）/11月15日（全国）公開、配給：東京テアトル、監督：篠原哲雄、主演：山崎まさよし）[11]

## 世界各国の言語への翻訳

### 中国本土（簡化字）
- 半落 （2005年12月、山东文艺出版社）－半落ち
- 动机 （2006年4月、群众出版社）－動機
- 阴暗的季节 （2007年1月、群众出版社）－陰の季節
- 超越极限 （2007年1月、群众出版社）－クライマーズ・ハイ
- 穷追不舍 （2011年4月、吉林出版集团有限责任公司）－深追い
- 真相 （2011年4月、吉林出版集团有限责任公司）
- 看守眼 （2011年4月、吉林出版集团有限责任公司）
- 踏影 （刊行予定、吉林出版集团有限责任公司）－影踏み
- 罗宾计划 （刊行予定、新星出版社）－ルパンの消息
- 震度0 （刊行予定、译林出版社）

### 台灣（正体字）
- 半自白 （2004年9月、商周出版・2006年9月、獨步文化）－半落ち
- 影子的季節 （2005年4月、臉譜出版）－陰の季節
- 顏 （2005年10月、商周出版・2006年9月、獨步文化）－顔 FACE
- 動機 （2006年2月、臉譜出版）－動機
- 臨場 （2006年4月、商周出版・2006年9月、獨步文化）－臨場
- 登山者 （2006年9月、獨步文化）－クライマーズ・ハイ
- 羅蘋計畫 （2008年1月、皇冠文化）ルパンの消息
- 看守者之眼 （2008年4月、皇冠文化）－看守眼
- 真相 （2008年8月、新雨出版）－真相
- 震度0 （2009年1月、皇冠文化）－震度0
- 第三時效 （2009年9月、獨步文化）－第三の時効
- 窮追不捨 （2011年1月、獨步文化）－深追い
- 64 （2013年11月、臺灣東販）－64（ロクヨン）
- 踏影而行（2016年4月、新雨出版）－影踏み

### アメリカ合衆国（英語）
- 短編
  - 動機
    - Motive - 『エラリー・クイーンズ・ミステリ・マガジン』2008年5月号に掲載
- 長編
  - 64　Six Four 　Jonathan Lloyd-Davies・訳　 (Quercus, 2016)